# Sarcophrynium prionogonium
Sarcophrynium prionogonium är en strimbladsväxtart som först beskrevs av Karl Moritz Schumann, och fick sitt nu gällande namn av Karl Moritz Schumann. Sarcophrynium prionogonium ingår i släktet Sarcophrynium och familjen strimbladsväxter.

## Underarter
Arten delas in i följande underarter:
- S. p. ivorense
- S. p. prionogonium